# Rhodochrosiet
Het mineraal rhodochrosiet of mangaanspaat is een mangaan-carbonaat met de chemische formule MnCO3.

## Eigenschappen
Het geelgrijze, bruine, maar meestal rozerode rhodochrosiet heeft een glasglans en een witte streepkleur. Het kristalstelsel is trigonaal en de splijting is perfect volgens het kristalvlak [1011]. De gemiddelde dichtheid is 3,69 en de hardheid is 3. Rhodochrosiet is niet radioactief. Het komt meestal voor als kristallen of in granulaire of massieve vorm en soms als bolvormige klompjes die vanbinnen concentrische, gekleurde banden vertonen. Het mineraal is een bron van mangaan, en wordt als zodanig gebruikt wordt voor het harden van staal.

## Voorkomen
Rhodochrosiet komt voor in mangaan-houdende carbonaatrijke gesteentes die geoxideerd raken. Het mineraal wordt ook gevonden in hydrothermale aders, tezamen met ertsen van koper, zilver en lood, en in sommige metamorfe gesteenten van sedimentaire oorsprong. De typelocatie is Cavnic (Kapnik), Maramureș, Roemenië. Het wordt ook gevonden in Alma, Colorado, Verenigde Staten.

## Afbeeldingen

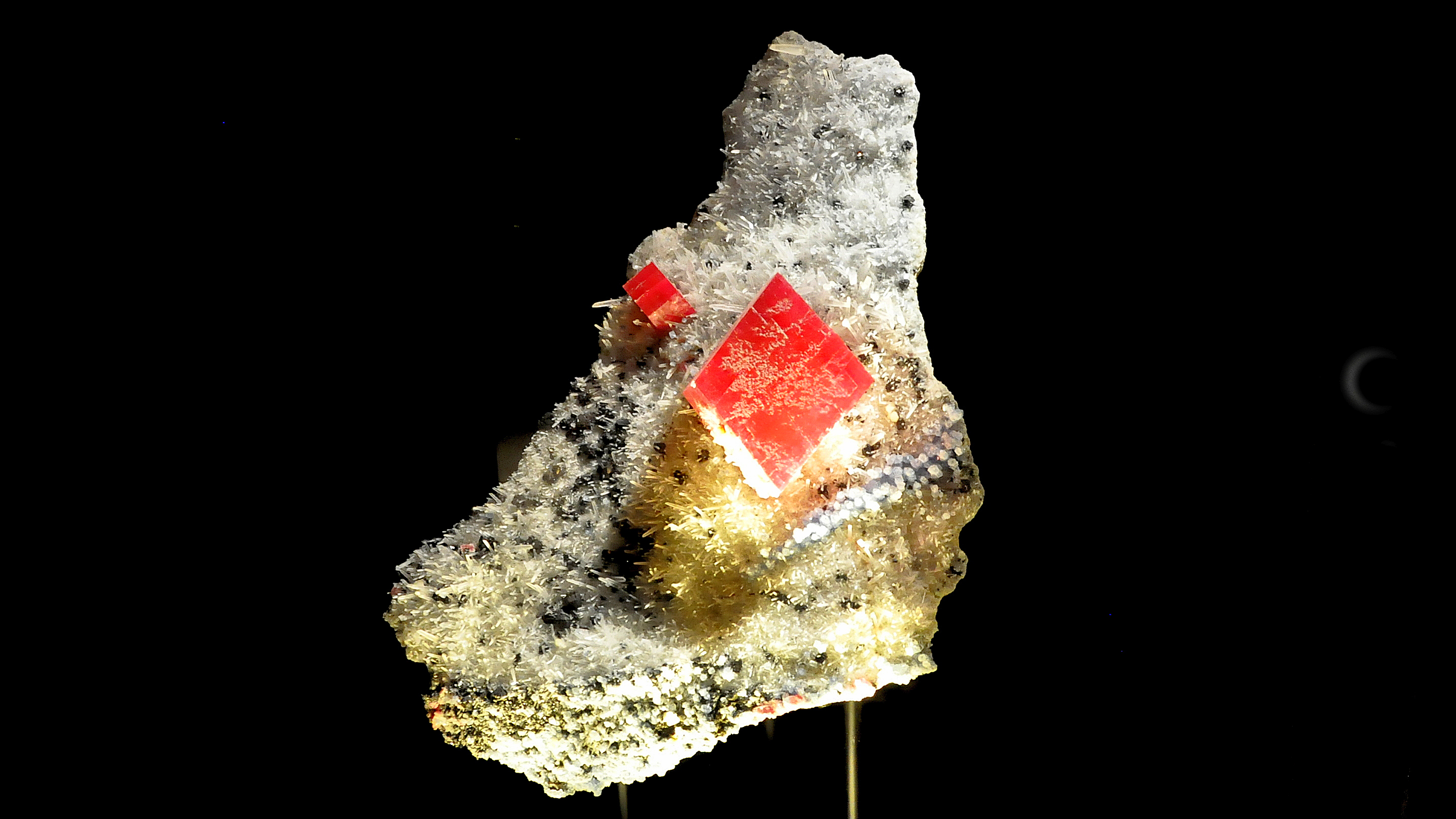
"Alma King", het grootste bekende rhodochrosiet-kristal, in het Denver Museum of Nature and Science
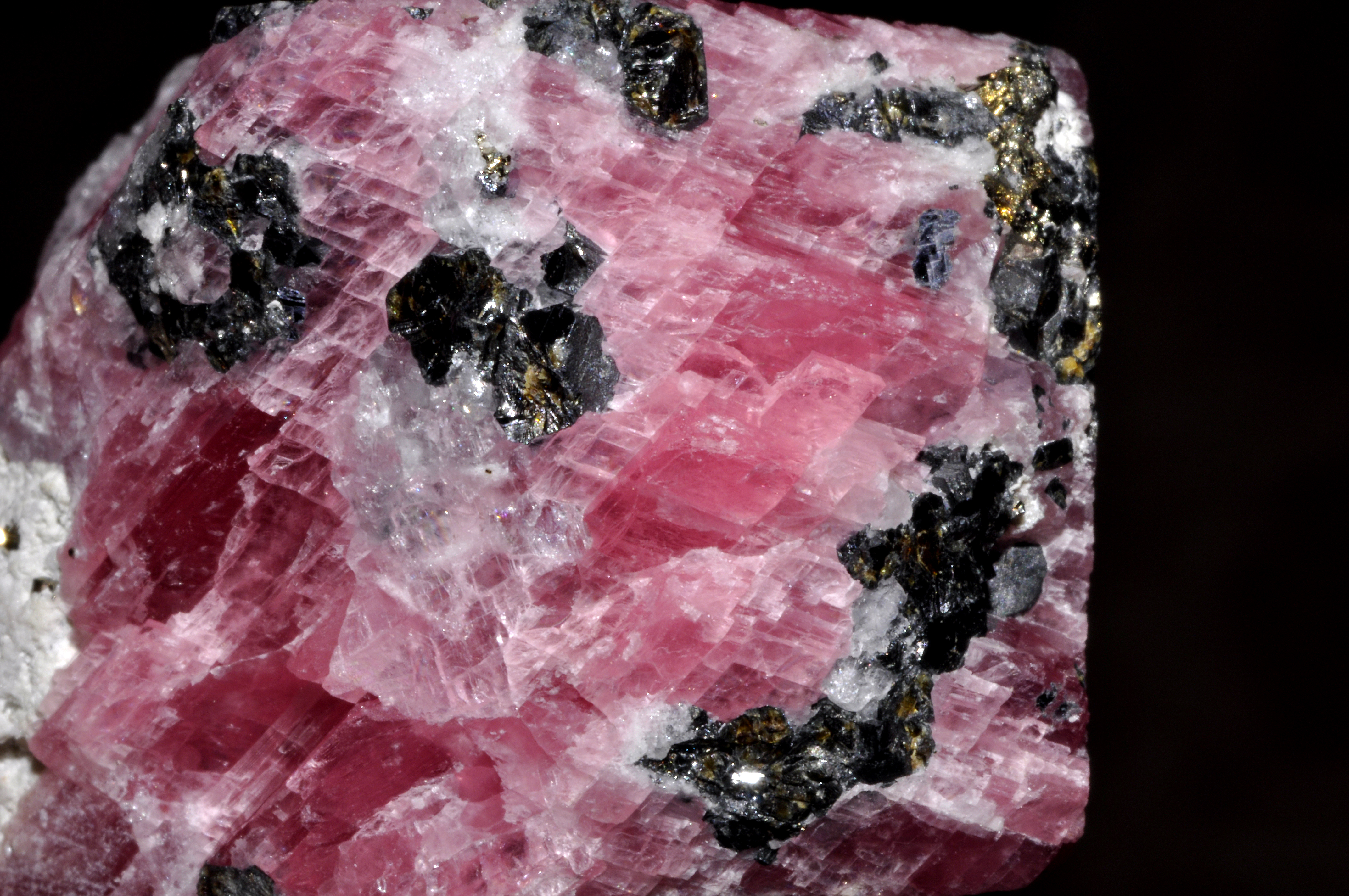
Rhodochrosiet met pyriet